# Брдо (Тржич)
Брдо (словен. Brdo) — поселення в общині Тржич, Горенський регіон, Словенія. Висота над рівнем моря: 543,9 м.

## Старовина
Етнологічною пам'яткою є садиба, яка стоїть на відокремленому місці, на пагорбі на південний схід від центру Брдо. Площа: 3935.90 м². Це кам'яний триповерховий (дах двоповерховий) будинок з розсувним ґанком. Є розпис на фасаді. Мурований сарай з дерев'яною підлогою, датований 1825 роком — у руїнах. Датування: 17 століття, 18 століття, перша чверть 19 століття, 1825 рік, остання чверть 20 століття.

## Зовнішні посилання
- Брдо у Геопедії [Архівовано 20 червня 2012 у Wayback Machine.]

| Словенія | Це незавершена стаття з географії Словенії. Ви можете допомогти проєкту, виправивши або дописавши її. |